# Obligation à taux variable
 (avril 2014).
- Si vous ne connaissez pas le sujet, laissez ce bandeau (vous pouvez alors contacter les auteurs).
- Si vous supprimez le contenu mis en cause (vous pouvez préalablement contacter les auteurs),

argumentez précisément cette suppression dans la page de discussion
(un manque de référence n'est pas un argument ; une recherche réelle de référence doit avoir été effectuée, être formellement documentée).
 (février 2014).
Si vous disposez d'ouvrages ou d'articles de référence ou si vous connaissez des sites web de qualité traitant du thème abordé ici, merci de compléter l'article en donnant les références utiles à sa vérifiabilité et en les liant à la section « Notes et références ».
Une obligation à taux variable est une obligation dont les flux d'intérêt (appelés aussi coupons), mais pas le prix de remboursement, sont indexés sur un taux de référence.
En anglais, leur appellation traditionnelle est Floating Rate Note, ou FRN, et leur surnom usuel : floater, c'est-à-dire « flotteur ».
Dans le cas où le prix de remboursement n'est pas fixe mais indexé (sur, par exemple, l'inflation, cf OATi) on parle d'obligation indexée.

## Généralités
Il s'agit souvent d' emprunts à coupon trimestriel indexé sur un taux IBOR, en particulier aux États-Unis, mais il en existe en fait une très grande diversité. 
La plupart des obligations à taux variable présentent un risque de taux d'intérêt très faible, mais pas toujours. Par exemple, celles qui sont indexés sur des taux d'intérêt à long terme, comme les TEC, peuvent voir une volatilité non négligeable...

## Obligations à taux révisable
En français, il est d'usage de distinguer entre les obligations à taux variable et celles à taux révisable, qui en sont une variante. 

## Principaux types d'indexation

### Indexations sur l'inflation
Les OATei sont destinées à toutes les catégories d'investisseurs désirant protéger le pouvoir d'achat de leurs investissements.
Ces obligations ont la particularité d'être indexée sur l'inflation européenne. Elles existent depuis la création de l'euro et remplacent les OATi qui étaient indexées sur l'inflation française. Pourquoi cette indexation? Car ainsi le coupon délivré est réévalué pour que sa valeur reste la même dans le temps (que celle voulue initialement). Ceci découle du fait que l'argent voit sa valeur évoluer dans le temps.